# 2013年王位継承法 (イギリス)
2013年王位継承法（2013ねんおういけいしょうほう、英語: Succession to the Crown Act 2013）は、イギリス議会の制定法である。これは、2011年のパース協定に従い、イギリス王位継承順位に関して従来の法規範であった1701年王位継承法（旧法）を改正する法律である。
正式名称は、「王位継承を性別によらないものとし、王族の婚姻に関する規定を設ける等の法律（おういけいしょうをせいべつによらないものとし、おうぞくのこんいんにかんするきていをもうけるとうのほうりつ、英：An Act to make succession to the Crown not depend on gender; to make provision about Royal Marriages; and for connected purposes.）」。
この法律により、2011年10月28日以降に誕生する王位継承資格を持つ人物について、男子優先の長子相続制にとってかわり、絶対的長子相続制をとることとなった。これは性別に関係なく、最年長の子どもが継承順位の上位に就くことを意味している。
また、カトリック教徒との結婚による王位継承資格の喪失を廃止し、王位継承順位の最上位6人以外は国王による結婚承認が不要となった。
2013年王位継承法は、他の英連邦各国の法制におけるパース協定の実施と同時に、2015年3月26日に施行された。

## 背景
1701年の王位継承法の下で、イングランド王国の王位はエリザベス・ステュアートの末娘でハノーファー選帝侯エルンスト・アウグストの妃になったゾフィー・フォン・デア・プファルツと「その直系の継承者」（”the heirs of her body”）、つまりステュアート家の血統の者のみに継ぐ資格があると決められた。この言い回しは、イングランドのコモン・ローの下で、男子優先の長子相続制を示していると理解されており、それは兄弟が王位継承順位で姉妹より上位にあることを意味している。1701年の王位継承法はまた、「法王教徒」（papist：カトリック教徒）がイギリスの王位を継ぐことを妨げ、カトリック教徒と結婚した人々を継承順位から除外した。

### 議会での経過
2011年12月にオーストラリアのパースで出された同年10月28日の声明は、議会庶民院の委員会の報告書に掲載された。このレポートによって改革の方針が示された。
さらに2012年12月4日、副首相であったニック・クレッグが王位継承について新しい法案を提出するとして説明を行った。
議案は同年12月13日に発表され、庶民院と貴族院の両院を通過した後、2013年4月25日の議会の閉会直前に エリザベス2世女王の裁可を受けた。
2013年3月27日までに、2013年の王位継承法としてカナダ議会の議案の承認はすでにカナダ女王であるエリザベス2世の裁可を受けていた。

## 規定

### 長子相続による男子優先の撤廃
本法により、2011年10月28日のパース協定以降に誕生した男性は継承順位において彼らの姉の上位にはなれなくなった。
この変更がパース協定以前に誕生した者に遡って適用されないのは、直近の王位継承順位に大きな影響を及ぼさないためであるが、パース協定から実際の法改正までには2年を要したため、この間に誕生した一部の下位の王位継承者は変更の影響を受けている。そのうち王位継承順位が最上位だったのはレディ・デイヴィナ・ルイスの息子タネ（2012年生）と娘のセナ（2010年生）であり、2人は順位がそれぞれ29位と28位に逆転した。

### カトリック教徒との結婚
カトリック教徒と結婚することにより王位を継承する資格を喪失することはなくなった。
議案が施行された時、カトリック教徒と結婚することによって継承順位を失っていた人々は、王位継承ができる地位に復帰すると説明されたが、「王位を継承する現実的な見込みがある」人々はこれに影響を受けなかったとも説明された。法律の施行時の変化によって新しい継承順位において影響を受けた最初の人物は、セント・アンドルーズ伯爵ジョージ・ウィンザーである。彼は1988年にカトリック教徒と結婚していたが、ケント公エドワードに続く継承順位34位の地位に復帰した。プロテスタントであることを国王に要求している王位継承法の規定は引き続き残る。

### 結婚に対する国王の許可
1772年王室婚姻法は廃止される。代わりに、王位継承順位における最上位の6人だけは、国王による結婚の承認を必要とする。
この場合、国王の許可を得ずに結婚をすると、結婚した本人、および許可がない結婚から誕生した子孫は王位継承権が喪失する。結婚そのものは法的に有効である。つまり本人は結婚が許されない場合、身分を捨てて結婚するか、継承権を維持して結婚を諦めるかを天秤にかけることになる。

### 2022年9月8日以降における王位継承順位最上位の5人
- エリザベス2世の崩御により、2022年9月8日以降はチャールズ3世の長子ウィリアムが王位継承順位第1位となった。

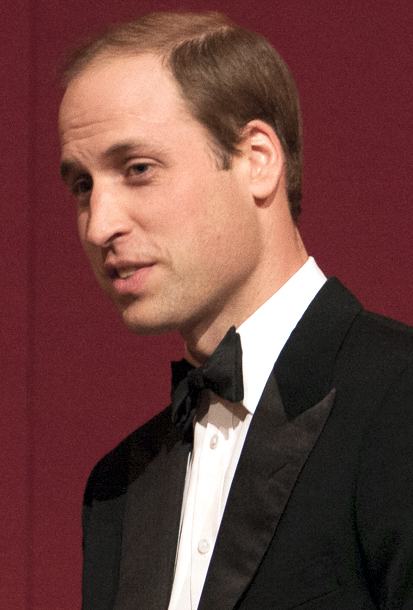
(第1位) ウェールズ公ウィリアム王子 （チャールズ3世第1子、長男）
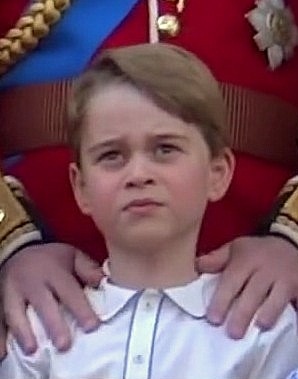
(第2位) ジョージ・オブ・ウェールズ王子 （ウェールズ公第1子、長男）
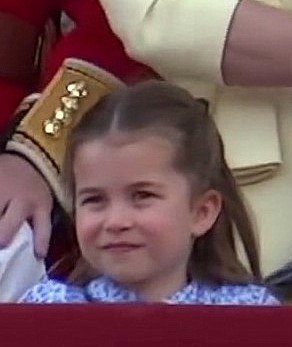
(第3位) シャーロット・オブ・ウェールズ王女 （ウェールズ公第2子、長女）
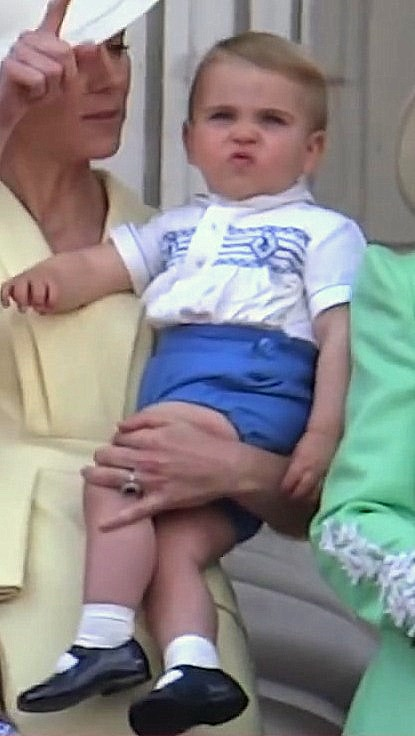
(第4位) ルイ・オブ・ウェールズ王子 （ウェールズ公第3子、次男）
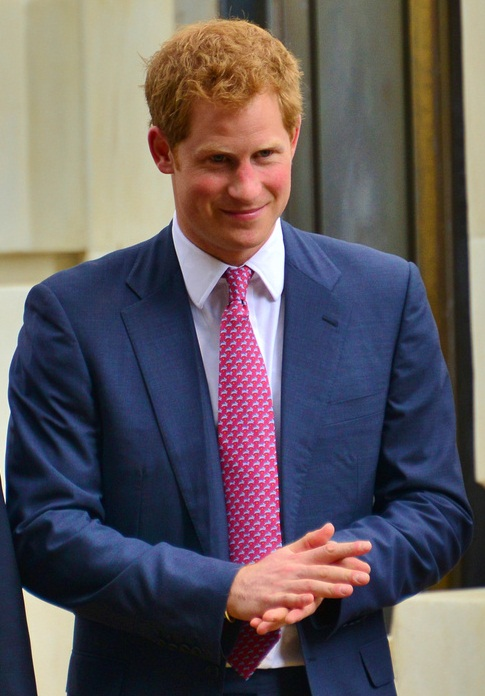
(第5位) サセックス公ヘンリー王子 （チャールズ3世第2子、次男）